# Apatie
Apatie (řec. a-patheia, stav bez útrap a vášní) znamená v současné češtině netečnost a rezignaci. Odtud také apatický, netečný.

## Stoická apatheia
Ve stoické filosofii znamenala apatheia, odolnost člověka vůči vášním a různým hnutím mysli, důležitou ctnost, vrchol a cíl dobře vedeného života, „přemožení vášní rozumem“ Vášně sice mohou přinášet krátkodobé potěšení a rozkoš, po nich však zpravidla následují různá trápení a člověk, který se jim nevyhýbá, se stává jednak hříčkou svých vlastních hnutí mysli, jednak se dostává do závislosti na osudech druhých. Jediná cesta, jak si zachovat svrchovanou vládu nad sebou, je soustavně se vyhýbat všem afektivním hnutím, nadějím i strachům, které pocházejí z vnějších vlivů. Jediné, oč se člověk má a musí starat, jsou jeho vlastní činy a myšlenky, za něž nese odpovědnost. Apatheia v tomto smyslu je důležitá složka celkového stoického ideálu rozumového sebeovládání a hrdinské ctnosti, jak jej formulovali například Zénon z Kitia, Seneca, Epiktétos, Cicero nebo Marcus Aurelius.

## Pozdější význam a vliv
Ideál sebeovládání, ctnostného života a odporování všemu, co člověka svádí z cesty, hrál velkou roli v počátcích křesťanského vyrovnávání s řecko-římskou kulturou. Z rozšířených škol pozdního starověku se stoicismus s důrazem na ctnostné jednání, odpovědnost a rovnost všech lidí nabízel spíš než epikureismus. Klement Alexandrijský vyzvedá asketický život jako ctnost a snaží se jej sloučit s křesťanskou mravností.
Stoické představy včetně ideálu apatheia pak doprovázely křesťanské etické myšlení ve starověku i ve středověku (například Boethius, Mistr Eckhart). V moderní době se k ideálu apatheia (nebo ještě radikálnější ataraxie) vrátili někteří skeptičtí myslitelé jako Arthur Schopenhauer nebo Max Stirner.

## Citáty
- „Nechtěj, co není, a chtěj, co je, a budeš spokojen.“ (Epiktétos)
- „Nikdy o ničem neříkej ztratil jsem, nýbrž vrátil jsem.“ (Epiktétos)
- „Chtějícího osud vede, nechtějícího vleče.“ (Seneca)
- „Máme aspoň omezovat svůj majetek, abychom byli méně vystaveni ranám osudu.“ (Seneca)
- „Žít znamená bojovat!“ (Seneca)
- „Apatie je smrt.“ (Darth Traya)